# Подвостье
Подвостье (бел. Падвосце) — деревня в Юркевичском сельсовете Житковичского района Гомельской области Беларуси.
Кругом лес.

## География

### Расположение
В 13 км на северо-запад от районного центра и железнодорожной станции Житковичи (на линии Лунинец — Калинковичи), 242 км от Гомеля.

## Транспортная сеть
Транспортные связи по просёлочной, затем автомобильной дороге Лунинец — Калинковичи. Планировка состоит из прямолинейной, меридиональной улицы, застроенной двусторонне, неплотно деревянными усадьбами.

## История
Основана в начале XX века переселенцами из соседних деревень. Во время Великой Отечественной войны в марте 1942 года немецкие каратели полностью сожгли деревню. 14 жителей погибли на фронте. Согласно переписи 1959 года в составе совхоза «Люденевичи» (центр — деревня Люденевичи).
До 31 октября 2006 года в составе Люденевичского сельсовета.

## Население

### Численность
- 2004 год — 16 хозяйств, 32 жителя.

### Динамика
- 1940 год — 14 дворов, 61 житель.
- 1959 год — 85 жителей (согласно переписи).
- 2004 год — 16 хозяйств, 32 жителя.